# Villaveza de Valverde
Villaveza de Valverde – gmina w Hiszpanii, w prowincji Zamora, w Kastylii i León, o powierzchni 12,37 km². W 2011 roku gmina liczyła 101 mieszkańców.